# Slovenska Nogometna Liga
Die Slovenska Nogometna Liga, wegen eines Sponsoringvertrages auch PrvaLiga Telekom Slovenije genannt, ist die höchste slowenische Spielklasse im Fußball.

## Geschichte
Von 1920 bis 1991 war die slowenische Liga der regionale Unterbau im jugoslawischen Ligasystem. Seit der Unabhängigkeit des Landes von Jugoslawien wird in der Slovenska Nogometna Liga der slowenische Landesmeister ausgespielt.
Nachdem die Liga ab 2001 jahrelang wegen des Hauptsponsors unter dem Namen Liga Si.mobil Vodafone firmiert hatte, hieß sie ab der Saison 2006/07 PrvaLiga Telekom Slovenije, da der Sponsor wechselte. Zur Saison 2021/22 übernahm Telemach das Namenssponsoring.
Der Modus hat sich innerhalb der ersten Jahre mehrfach verändert. In der ersten Saison 1991/92 nahmen 21 Mannschaften teil. In der zweiten Saison wurde die Anzahl der Vereine auf 18 reduziert, ab 1993/94 waren es nur noch 16 Mannschaften. Seit der Saison 1995/96 nehmen nur noch zehn Mannschaften am Ligawettbewerb teil. 1998/99 erfolgte eine Aufstockung auf zwölf Klubs, dabei hatte jeder Klub drei Spiele gegen jeden anderen Verein, d. h. insgesamt 33 Saisonspiele. 2003/04 und 2004/05 gab es eine Vorrunde, in der jede Mannschaft gegen jede in einem Heim- und einem Auswärtsspiel antrat. Es folgte eine Meisterschaftsrunde, in der die besten sechs jeweils noch zweimal gegeneinander antraten. 2005/06 wurde die Anzahl wieder auf zehn Mannschaften reduziert und der unten stehende Modus eingeführt.

## Aktueller Modus
Derzeit spielen zehn Mannschaften um die Meisterschaft. Jede Mannschaft tritt in jeweils zwei Heim- und Auswärtsspielen gegen jede andere Mannschaft an. Der Tabellenerste nach den somit 36 bestrittenen Partien ist slowenischer Meister. Der Tabellenneunte bestreitet zwei Relegationsspiele gegen den Tabellenzweiten der zweiten slowenischen Liga um den Klassenerhalt bzw. Aufstieg. Der Tabellenletzte steigt automatisch ab und wird durch den Meister der zweiten Liga ersetzt.
Wie mittlerweile in den meisten Ligen der Welt üblich gibt es für einen Sieg drei Punkte, für ein Unentschieden erhält man einen Punkt.

## Mannschaften 2025/26
In der Saison 2025/26 spielten folgende Mannschaften in der Slovenska Nogometna Liga:
| Verein                | Stadt         | Stadion               | Kapazität |
| --------------------- | ------------- | --------------------- | --------- |
| NK Olimpija Ljubljana | Ljubljana     | Stadion Stožice       | 16.038    |
| NK Celje              | Celje         | Arena Petrol          | 13.059    |
| NK Maribor            | Maribor       | Ljudski vrt           | 12.881    |
| NŠ Mura               | Murska Sobota | Fazanerija-Stadion    | 05.400    |
| NK Bravo              | Ljubljana     | ŽŠD Stadion           | 05.000    |
| FC Koper              | Koper         | Stadion ŠRC Bonifika  | 04.047    |
| NK Domžale            | Domžale       | Športni park Domžale  | 03.212    |
| NK Aluminij           | Kidričevo     | Športni park Aluminij | 02.600    |
| ND Primorje           | Ajdovščina    | Ajdovščina-Stadion    | 01.630    |
| NK Radomlje           | Radomlje      | Športni park Radomlje | 00.700    |

## Bisherige Titelträger

### Titelgewinne nach Spielzeit
- 1991/92: NK Olimpija Ljubljana
- 1992/93: NK Olimpija Ljubljana
- 1993/94: NK Olimpija Ljubljana
- 1994/95: NK Olimpija Ljubljana
- 1995/96: ND Gorica
- 1996/97: NK Maribor
- 1997/98: NK Maribor
- 1998/99: NK Maribor
- 1999/00: NK Maribor
- 2000/01: NK Maribor
- 2001/02: NK Maribor
- 2002/03: NK Maribor
- 2003/04: ND Gorica
- 2004/05: ND Gorica
- 2005/06: ND Gorica
- 2006/07: NK Domžale
- 2007/08: NK Domžale
- 2008/09: NK Maribor
- 2009/10: FC Koper
- 2010/11: NK Maribor
- 2011/12: NK Maribor
- 2012/13: NK Maribor
- 2013/14: NK Maribor
- 2014/15: NK Maribor
- 2015/16: NK Olimpija Ljubljana
- 2016/17: NK Maribor
- 2017/18: NK Olimpija Ljubljana
- 2018/19: NK Maribor
- 2019/20: NK Celje
- 2020/21: NŠ Mura
- 2021/22: NK Maribor
- 2022/23: NK Olimpija Ljubljana
- 2023/24: NK Celje
- 2024/25: NK Olimpija Ljubljana

### Titelgewinne nach Verein
| Rang | Verein                | Anzahl | Jahre                                                                                          |
| ---- | --------------------- | ------ | ---------------------------------------------------------------------------------------------- |
| 1.   | NK Maribor            | 16     | 1997, 1998, 1999, 2000, 2001, 2002, 2003, 2009, 2011, 2012, 2013, 2014, 2015, 2017, 2019, 2022 |
| 2.   | NK Olimpija Ljubljana | 8      | 1992, 1993, 1994, 1995, 2016, 2018, 2023, 2025                                                 |
| 3.   | ND Gorica             | 4      | 1996, 2004, 2005, 2006                                                                         |
| 4.   | NK Domžale            | 2      | 2007, 2008                                                                                     |
| 4.   | NK Celje              | 2      | 2020, 2024                                                                                     |
| 5.   | FC Koper              | 1      | 2010                                                                                           |
| 5.   | NŠ Mura               | 1      | 2021                                                                                           |

## UEFA-Fünfjahreswertung
Platzierung in der UEFA-Fünfjahreswertung:
(in Klammern die Vorjahresplatzierung). Die Kürzel CL, EL und CO hinter den Länderkoeffizienten geben die Anzahl der Vertreter in der Saison 2026/27 der Champions League, der Europa League sowie der Conference League an.
- 26.  (22)  Russland (Liga, Pokal) – Koeffizient: 22.632 – (CL: 1, EL: 1, CO: 2) – suspendiert
- 27.  (29)  Slowakei (Liga, Pokal) – Koeffizient: 21.250 – CL: 1, EL: 1, CO: 2
- 28.  (30)  Slowenien (Liga, Pokal) – Koeffizient: 30.343 – CL: 1, EL: 1, CO: 2
- 29.  (27)  Bulgarien (Liga, Pokal) – Koeffizient: 19.875 – CL: 1, EL: 1, CO: 2
- 30.  (28)  Aserbaidschan (Liga, Pokal) – Koeffizient: 19.625 – CL: 1, EL: 1, CO: 2

Stand: Ende der Europapokalsaison 2024/25